# シャンソン協会
シャンソン協会（シャンソンきょうかい）は、フランスに於てはシャンソン・フランセーズ愛好者により1990年パリに於て結成されたAssociacion Franco-japonaise de la Chanson（会長：Jean Marc Jallon）と2005年国際シャンソン・コンクール開催組織として開設されたL’art de la Chanson Francophone（会長：Catherine May Atlani）の2組織がある。

## 日本におけるシャンソン協会
日本に於いては1988年名古屋に於いて結成された日仏シャンソン協会（会長：加藤修滋）が1990年パリに本部のあるAssociacion Franco-japonaise de la Chansonの日本支局として活動するに至った。
大阪に本部、九州・四国・中国・近畿・中部に各支部を有していたシャンソン協会（会長：高橋享二）は2002年に解散。東京に本部を持ち支部は無いながらも全国に会員を有していた日本シャンソン協会（会長：石井好子）は2010年3月で活動に幕を降ろし、2010年7月に芦野宏が会長となり新たな全国組織として日本シャンソン協会が発足する。
現在日本では日本支局（大阪に関西支部、広島に西日本支部がある）とフランス・シャンソン芸術協会日本総局（全国に12都市に支部）がいずれも名古屋に本部を置いて活動を全国展開している。
その他金沢の日本海シャンソン倶楽部やNPO法人関西シャンソン協会のような地域限定の組織もある。
| Association Franco-japonaise de la Chanson：本部・パリ |
| ------------------------------------------------------ |
| 会長：Jean Marc Jallon（パリ大学教授）                 |
| 事務局長：長南博文（ジャーナリスト）                   |
| 日仏シャンソン協会：日本支局・名古屋                   |
| 支局長：加藤修滋（フランス芸術文化勲章叙勲ピアニスト） |
| 関西支部長：岡田みどり（議員）                         |
| 西日本支部長：はるのゆうに（美術工芸家）               |

| L’art de la Chanson Francophone：本部・パリ                |
| ---------------------------------------------------------- |
| 会長：Catherine May Atlani（演出家）                       |
| 総務部長：Marie Pierre de Volta（音楽事務所代表）          |
| フランスシャンソン芸術協会：日本総局・名古屋               |
| 日本総局長：加藤修滋（フランス芸術文化勲章叙勲ピアニスト） |
| 顧問：佐川清司（音楽評論家、訳詞家）                       |